# مودالگی
مودالگی (به انگلیسی: Mudalgi) یک منطقهٔ مسکونی در هند است که در بخش بلاگاوی واقع شده‌است. مودالگی ۱۳٫۸۵ کیلومتر مربع مساحت و ۴۱٬۲۷۹ نفر جمعیت دارد.